# Gyula Cseszneky
Contele Gyula István Cseszneky de Milvány et Csesznek (n. 28 iunie 1914, Stráňany, Austro-Ungaria – d. după 1970, Brazilia) a fost un aristocrat, poet și ofițer maghiar, care a luat parte la anexarea Transilvaniei de Nord de către Ungaria, a servit ca aghiotant al regelui Tomislav al II-lea al Croației. A fost, de asemenea, implicat în conspirații antinaziste și a jucat un rol important în procesul de salvare al evreilor europeni.

## Tinerețea
Tatăl lui Gyula Cseszneky a fost un inventator și membru al micii aristocrații din Casei de Cseszneky, în timp ce mama lui era singura fiică și moștenitoarea unui bogat negustor de cereale cu extinse legături comerciale de-a lungul Austro-Ungariei și Balcanilor. După Primul Război Mondial, cele mai multe dintre proprietățile lor au fost confiscate de guvernul sârb, iar apoi moartea subită a tatălui său a agravat greutățile familiei.
Deși avea dificultăți financiare, Gyula a excelat la școală și a arătat un mare interes pentru literatură și poezie. Familia l-a încurajat să devină preot romano-catolic, dar, cu toate acestea, el s-a răzgândit în scurt timp și a plecat la o școală militară din Italia cu o bursă oferită de familia Boncompagni. În Italia, el a fost introdus elitei culturale și înaltei societăți de către un vechi prieten de familie și senator al Regatului Italiei, Contele Enrico San Martino di Valperga. Fascinat de limba și cultura italiană, tânărul cadet a tradus în limba sa maternă mai multe poezii ale lui Gabriele d’Annunzio. Cseszneky l-a admirat pe poetul italian și aventura sa ulterioară în Balcani a fost inspirată, probabil, de D'Annunzio.

## Al Doilea Război Mondial

### Anexarea Transilvaniei de Nord
În 1940, după Dictatul de la Viena, a luat parte ca ofițer în rezervă maghiar la anexarea Transilvaniei de Nord. Pentru neînfricarea arătată în marș, Miklós Horthy, regentul Regatului Ungariei i-a conferit titlul Vitéz și i-a acordat Medalia Comemorativă pentru Eliberarea Transilvaniei și Medalia Pentru Curaj.

### Împotriva național-socialismului
Contele Gyula István Cseszneky de Milvány et Csesznek a fost un conservator monarhist cu o puternică convingere anti-comunistă, cu toate acestea, el a disprețuit întotdeauna Nazismul și antisemitismului. Una dintre surorile lui a fost căsătorită cu un evreu maghiar, care mai târziu a devenit o victimă a Holocaustului.
Cseszneky, de asemenea, a salvat viața mai multor evrei în Croația și Ungaria. După război, meritele sale au fost recunoscute în Israel.

## Viața de după război
Sfârșitul războiului l-a văzut în Budapesta. În ciuda viziunii sale anti-naziste, în Ungaria ocupată de ruși, Gyula Cseszneky a fost declarat dușman al clasei muncitoare și a fost forțat să plece în exil. El a mers cu Regele Tomislav II - apoi Aimone, Ducele de Aosta - în Argentina și mai târziu a murit în Brazilia.